# Cheyenne (Fernsehserie)
Cheyenne ist eine US-amerikanische Westernserie, die zwischen 1955 und 1963 mit Clint Walker in der Titelrolle produziert wurde.

## Handlung
„Cheyenne“ Bodie wächst nach dem Tod seiner Eltern bei Cheyenne-Indianern auf und lernt deren Lebensart und Kultur schätzen. Nach seinem Ausscheiden aus dem Militär, bei dem er während des Sezessionskrieges als Scout tätig gewesen war, zieht er durch den Wilden Westen. Als einsamer Retter in der Not schreitet er immer dann ein, wenn Menschen in Not geraten. Seine Waffe benutzt er trotzdem nur als allerletztes Mittel, stattdessen versucht er mit Worten zu schlichten.

## Hintergrund
Walker verlangte aufgrund der enormen Popularität der Serie 1958 eine höhere Gage von Warner Bros. Warner ließ sich jedoch nicht unter Druck setzen und ersetzte Walker durch Ty Hardin, der als Bronco Layne die Rolle des Protagonisten übernahm. Walker unterschrieb 1959 einen neuen Vertrag und erhielt seine Rolle zurück. Hardins Bronco Layne erhielt daraufhin mit Bronco eine eigene Serie. Beide Serien teilten sich einen Sendeplatz und wurden abwechselnd ausgestrahlt, daher kam die Serie trotz siebenjähriger Laufzeit nur auf insgesamt 107 Episoden. Mittels Handlungsüberschneidungen traten beide Titelhelden gelegentlich auch gemeinsam auf.
Cheyenne war die erste Westernserie mit einer Laufzeit von einer Stunde (Werbepausen mitgerechnet).

## DVD-Veröffentlichung
2006 veröffentlichte Warner Home Video die erste Staffel der Serie auf DVD; erst 2011 folgte die zweite, 2012 die dritte Staffel.

## Auszeichnungen
- 1957: Golden Globe (Best TV Show)
- 1957: Emmy-Nominierung für Robert Watts (Best Editing of a Film for Television)